# 浜野知三郎
浜野 知三郎（はまの ともさぶろう、明治3年10月5日（1870年10月29日） - 昭和16年（1941年）10月5日）は、日本の漢学者、教育者。

## 経歴
備後国深津郡奈良津村（現・広島県福山市）生まれ。東京高等師範学校専修科・研究科卒業。徳島県尋常中学校教諭、岡山県津山中学校教諭、第二東京市立中学校教諭を歴任。1941年大東文化学院理事。

## 著書
- 少年百科宝鑑 至誠堂・吉岡宝文館 1909.1
- ポケット大学中庸註釈 至誠堂 1910.3
- 菅茶山先生 飽薇同好会 1926

## 編纂校注
- 『平家物語 抄註』文友堂 1909.7、doi:10.11501/877642
- 奥村梅皐(恒次郎) 共 編『ポケット論語註釈  附・論語索引』山本文友堂、1909年。
- 白隠禅師『夜船閑話』山本文友堂、1909年。
- 太平記 抄註 山本文友堂 1910.10、doi:10.11501/877610
- 『新譯漢和大辞典』六合館、1912年。
- 『校刻日本外史』 頼山陽 文潮社 1915、doi:10.11501/908145
- 太田 方『漢呉音図』（上）六合館、1915年。
- 太田 方『漢呉音徴』（中）六合館、1915年。
- 太田 方『漢呉音図説』（下）六合館、1915年。
- 太田 方『音徴不尽』六合館、1915年。
- 太田 方『同窠音図』六合館、1915年。
- 太田 方『音図口義・全斎読例』六合館、1915年。
- 『日本叢書目録』六合館、1927年。
- 日本芸林叢書 池田四郎次郎、三村清三郎共編 六合館 1927-1929
- 慊堂日歴 松崎慊堂 六合館 1932.11
- 太田全斎書簡集 文祥堂書店 1933
- 『太田全斎書簡集』文祥堂書店、1933年。

## 参考
- 文藝年鑑1940